# Buslijn 30 (Rotterdam)
Buslijn 30 is een buslijn in de regio Rotterdam die wordt geëxploiteerd door de RET. De lijn verbindt het station Rotterdam Alexander met de wijk Schollevaar in Capelle aan den IJssel. De lijn rijdt van maandag tot en met zaterdag elk kwartier, op zondag elke 20 minuten en in de avonduren en de vroege weekendochtenden elk halfuur.

## Geschiedenis

### Lijn 30 I

#### Lijn A
Op 1 december 1947 werd deze lijn ingesteld tussen het Hofplein en Katendrecht over de Willemsbrug. Op 1 november 1953 werd deze lijn vernummerd in lijn 30.

#### Lijn 30
Op 7 februari 1968 vond in het kader van de opening van de Rotterdamse metro een grote reorganisatie en hernummering van het lijnennet plaats. Lijn 30 werd hierbij opgeheven. Op Katendrecht werd de lijn aanvankelijk vervangen door lijn 60 maar nog datzelfde jaar vervangen door lijn 77, voor het Hofplein kon men bij de Rijnhaven overstappen op de metro.

### Lijn 30 II
Op 31 augustus 1980 werd er een nieuwe buslijn ingesteld met lijnnummer 30. Deze ringlijn werd gereden in Zevenkamp en verbond deze wijk onder meer met Station Alexander. Na enkele routewijzigingen werd deze lijn opgeheven in 1984.

### Lijn 30 III

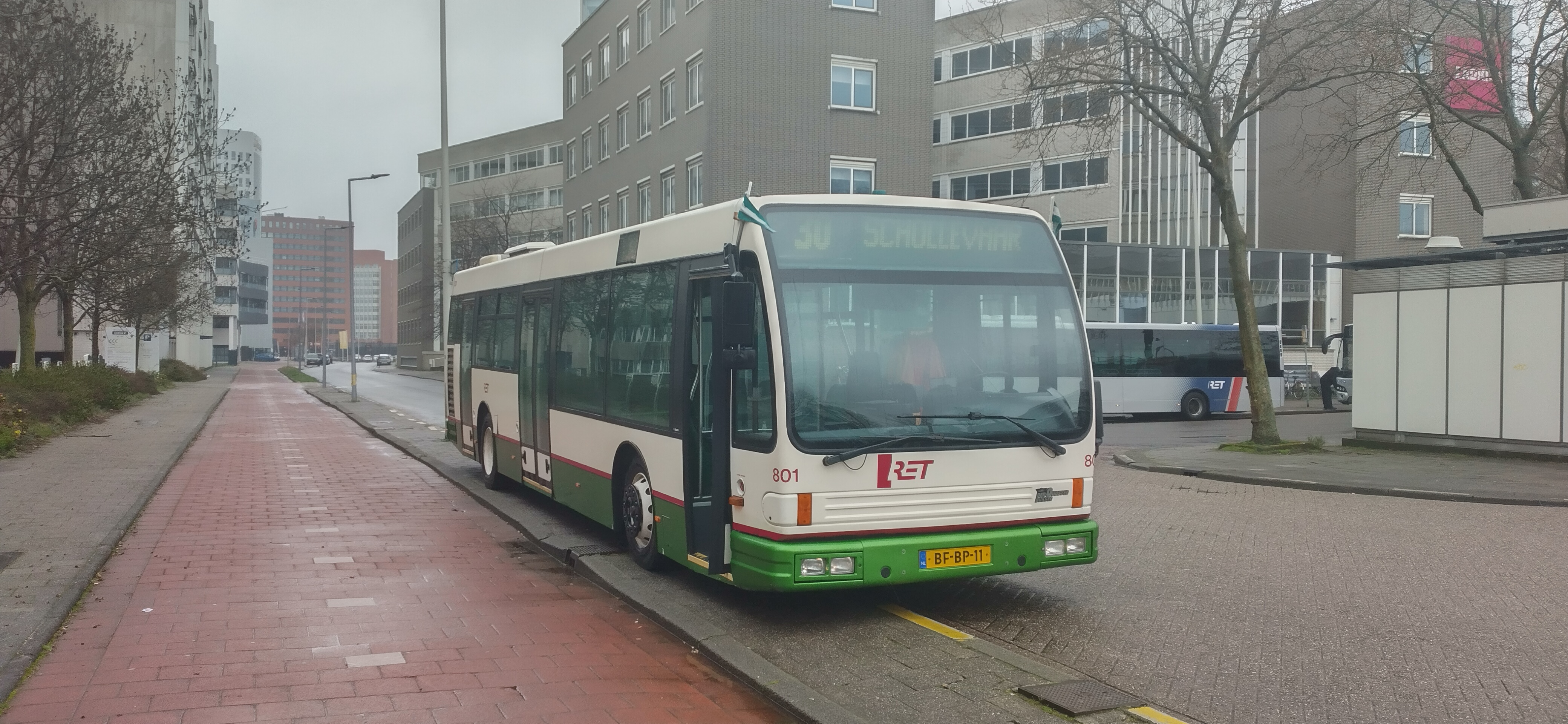
Museumbus DAF Den Oudsten 801 ingefilmd als lijn 30

In 1994 werden de buslijnen in Rotterdam-Oost gereorganiseerd. De nieuw ingestelde lijn 30 ging vanaf Station Rotterdam Alexander via Oosterflank en Capelle Schollevaar, De Terp en Capelle Centrum naar de Capelsebrug rijden met een hogere frequentie dan voorheen. De dienst werd gereden in samenwerking met de streekvervoerder Zuid-West-Nederland. Lijn 30 in zijn huidige vorm bestaat sinds 24 mei 2004.